# Porcellio liliputanus
Porcellio liliputanus är en kräftdjursart som beskrevs av Hercule Nicolet 1849. Porcellio liliputanus ingår i släktet Porcellio och familjen Porcellionidae. Inga underarter finns listade i Catalogue of Life.